# Reinhard Selten
Reinhard Selten (n. 5 octombrie 1930, Breslau, Germania – d. 23 august 2016, Poznań, Polonia) a fost un economist german, laureat al Premiului Nobel pentru economie (1994).